# Lista de unidades federativas do Brasil por PIB per capita
Esta é a lista de unidades federativas do Brasil por produto interno bruto (PIB) nominal per capita, publicada em 2024 e referente ao ano de 2022, com valores em reais brasileiros.

## Unidades federativas do Brasil por PIB per capita

Mapa das unidades federativas do Brasil segundo o PIB per capita em 2021. Em reais:

| > 90.000 > 50.000 > 40.000 | > 30.000 > 20.000 > 15.000 |

| Posição | Posição          | Unidade federativa  | PIB per capita em R$ (2022) | Razão UF / Brasil |
| Em 2022 | Comparada a 2021 | Unidade federativa  | PIB per capita em R$ (2022) | Razão UF / Brasil |
| ------- | ---------------- | ------------------- | --------------------------- | ----------------- |
| 1       | (0)              | Distrito Federal    | 116.713                     | 2,35              |
| 2       | (3)              | Rio de Janeiro      | 71.850                      | 1,45              |
| 3       | (1)              | São Paulo           | 70.471                      | 1,42              |
| 4       | (2)              | Mato Grosso         | 69.839                      | 1,41              |
| 5       | (2)              | Santa Catarina      | 61.274                      | 1,23              |
| 6       | (1)              | Mato Grosso do Sul  | 60.365                      | 1,22              |
| 7       | (1)              | Rio Grande do Sul   | 54.559                      | 1,10              |
| 8       | (0)              | Paraná              | 53.710                      | 1,08              |
| 9       | (0)              | Espírito Santo      | 47.619                      | 0,96              |
| 10      | (1)              | Goiás               | 45.156                      | 0,91              |
| 11      | (1)              | Minas Gerais        | 44.147                      | 0,89              |
| 12      | (1)              | Rondônia            | 42.248                      | 0,85              |
| 13      | (1)              | Tocantins           | 38.512                      | 0,78              |
| 14      | (0)              | Amazonas            | 36.827                      | 0,74              |
| 15      | (1)              | Roraima             | 33.153                      | 0,67              |
| 16      | (3)              | Amapá               | 32.194                      | 0,65              |
| 17      | (2)              | Pará                | 29.095                      | 0,59              |
| 18      | (1)              | Acre                | 28.525                      | 0,57              |
| 19      | (1)              | Bahia               | 28.483                      | 0,57              |
| 20      | (2)              | Rio Grande do Norte | 28.409                      | 0,57              |
| 21      | (1)              | Pernambuco          | 27.139                      | 0,55              |
| 22      | (1)              | Sergipe             | 25.965                      | 0,52              |
| 23      | (2)              | Alagoas             | 24.322                      | 0,49              |
| 24      | (0)              | Ceará               | 24.296                      | 0,49              |
| 25      | (0)              | Piauí               | 22.279                      | 0,45              |
| 26      | (0)              | Paraíba             | 21.662                      | 0,44              |
| 27      | (0)              | Maranhão            | 20.633                      | 0,42              |
| Brasil  | Brasil           | Brasil              | 49.638                      | 1,0               |